# Lucien Clergue

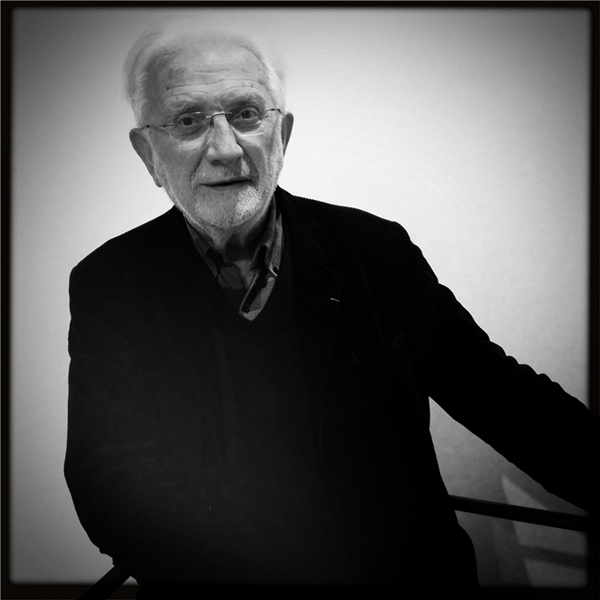
Lucien Clergue im Januar 2013 in Luxemburg (Foto François Besch)

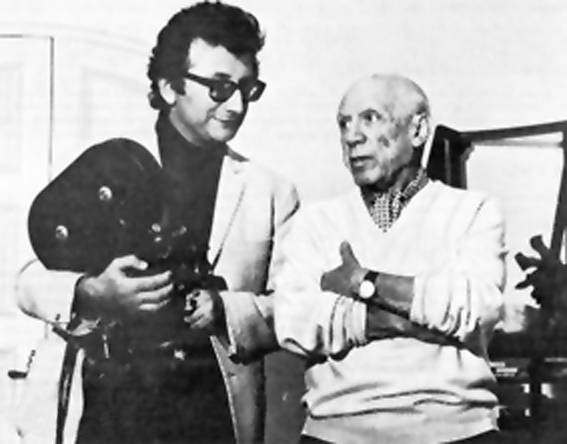
Lucien Clergue und Pablo Picasso (1973)

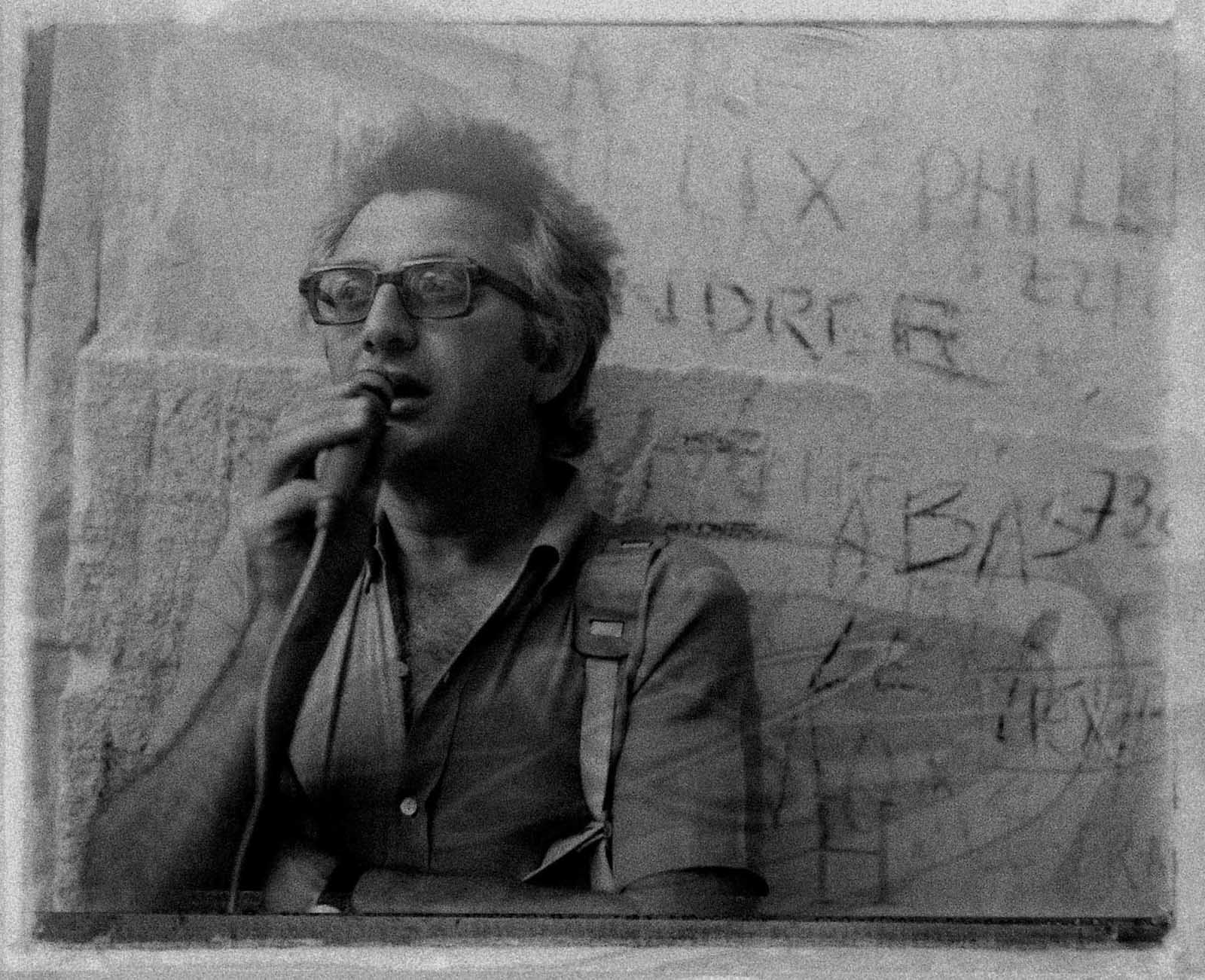
Lucien Clergue 1975, "Les Beaux de Provence"

Lucien Clergue (* 14. August 1934 in Arles; † 15. November 2014 in Nîmes) war ein französischer Fotograf, Autor und Filmemacher. Er war bekannt für seine Objektfotografie und für weibliche Akte, und auch durch Picasso, der ihn als einer der ersten als Künstler anerkannte, während derlei Fotos (sofern auch das Gesicht der dargestellten Person erkannt werden konnte) in Frankreich damals als Pornografie galten und somit illegal waren.

## Leben
Geboren wurde Lucien Clergue 1934 in Arles als Sohn kleiner Ladenbesitzer. Die Eltern ließen ihn von Kind an das Violinspiel erlernen. Lucien war begabt, allerdings fehlte den Eltern das Geld, um ihm ein Studium am Konservatorium zu ermöglichen. Lucien entdeckte jedoch die Fotografie für sich und schon sein frühes Werk zeigt ein ausgezeichnetes Verständnis des Mediums.
1953 lernte er Pablo Picasso bei einem Stierkampf kennen und zeigte ihm einige Bilder. Picasso ermutigte ihn, ihm weitere Fotografien zu senden. Lucien arbeitete ermutigt an mehreren Foto-Zyklen, unter anderem einem Zyklus über Zigeuner im Süden Frankreichs ("Saltimbanques"), der später dem Gitarristen Manitas de Plata auf dem Weg zur internationalen Bekanntschaft half. 1955 kam es zu einem zweiten persönlichen Treffen, bei dem sich Lucien Clergue und Pablo Picasso auch anfreundeten. Diese Freundschaft, die bis zum Tod Picassos bestehen blieb, wurde später von Clergue in dem Buch "Picasso mon ami" (Paris, 1993) dokumentiert. Clergue machte auch mehrere Porträt-Fotografien von Picasso.
1968 begründete er mit seinem Freund Michel Tournier das jährlich im Juli in Arles abgehaltene Fotografie-Festival Rencontres Internationales de la Photographie, das sich mittlerweile zu einer der größten und einflussreichsten Veranstaltungen in Europa entwickelt hat.
Sein Werk fand immer mehr Anerkennung. Aufträge von Magazinen und Illustrationen für Bücher, wie beispielsweise für die des Schriftstellers Yves Navarre folgten. 1979 erlangte er an der Universität der Provence in Marseille die Doktorwürde.
Clergue kämpfte erfolgreich für die Anerkennung der Fotografie als Kunst in Frankreich. Am 28. Mai 1965 eröffnete Lucien Clergue gemeinsam mit Jean-Maurice Rouquette die erste allein der Fotografie gewidmete Sektion im französischen Kunstmuseum in Arles, der viele bekannte Fotografen auf Grund der Freundschaft zu Clergue und Rouquette Werke spendeten.
Im Alter erfolgten auch zahlreiche Ehrungen für sein Lebenswerk. 2003 wurde Lucien Clergue Ritter der Légion d’honneur und 2006 als erster Fotograf Mitglied in der französischen Académie des Beaux-Arts, deren Präsident er für das Jahr 2013 wurde.
Lucien Clergue lebte und arbeitete in Arles.

## Wirken
Themen seiner frühen Werke sind der weibliche Körper und der Stierkampf, später widmet er sich der Fragmentfotografie. Technisch wurde sein Werk sehr durch die neue Überblend- und die Polaroid-Technologie beeinflusst.
Lucien Clergue wurde sowohl von Pablo Picasso als auch von Jean Cocteau als Künstler hoch geschätzt. Picasso war schon in den 1950ern von der künstlerischen Begabung Clergues überzeugt. Er verglich die Bildkomposition und Herangehensweise mit jener der Maler Manet oder Renoir.
Für Cocteau dokumentierte Clergue die Dreharbeiten zu Das Testament des Orpheus / Le Testament d’Orphée (1960) und veröffentlichte dies 2001 auch als Bildband (L. Clergue, Jean Cocteau and the Testament of Orpheus: The Photographs, 2001). Von Cocteau stammt auch die treffende Beschreibung, die im Zusammenhang mit Clergues Werken so oft fallen sollte: Der Dichter mit Kamera.

## Auszeichnungen
- 2003 Chevalier der Légion d’honneur
- 2006 Mitglied in der französischen Académie des Beaux-Arts (Sitz als erster Fotograf)

## Werke
- L. Clergue, Poesie der Photographie, Köln 1960, 62 S.
- L. Clergue und J. Cocteau, Lucien Clergue - photographe, Zürich 1964, 95 S.
- L. Clergue und J. Boissieu, Provence und Camargue, Wien u. a. 1984, 111 Bl.
- L. Clergue, Saint-John Perse - poète devant la mer, Biarritz u. a. 1996, 96 S.
- P. Picasso und L. Clergue, Picasso mon ami, Paris 1993, 207 S.
- L. Clergue, Arena - signes des sables, Arles 2001, 140 S.
- L. Clergue und D. L. Sweet, Jean Cocteau and The Testament of Orpheus - the photographs, New York, NY u. a. 2001, 144 S.
- L. Clergue und E.-M. Turck, Poésie photographique, Munich / Berlin / London / New York 2003, 143 S.’
- Lucien Clergue: Brasília – Der Architekt Oscar Niemeyer und der Fotograf Lucien Clergue. Die Erotomanen der Kurve. Hatje Cantz Verlag, Ostfildern 2013, in deutscher Sprache, ISBN 978-3-7757-3550-6; in englischer Sprache, ISBN 978-3-7757-3313-7.